# Estadio José Alberto Pérez
Het Estadio José Alberto Pérez is een multifunctioneel stadion in Valera, een stad in Venezuela. Het stadion wordt vooral gebruikt voor voetbalwedstrijden, de voetbalclub Trujillanos FC maakt gebruik van dit stadion. In het stadion is plaats voor 12.765 toeschouwers. Het stadion werd geopend in 1976. Het stadion heette eerst Estadio Luís Loreto Lira.